# Ered Nimrais
De Ered Nimrais (Nederlands: De Witte Bergen, Engels: The White Mountains), is een fictieve bergketen in J.R.R. Tolkiens Midden-aarde. De bergen zijn genoemd naar de gletsjers op de hoogste toppen.

## Ligging
De keten loopt voor het grootste deel oost-west, maar heeft ook een noordelijk gelegen deel, die van de Nevelbergen wordt gescheiden door de Kloof van Rohan. Zelfs in de zuidelijke zone van Gondor en Rohan zijn de Witte Bergen tijdens de zomer besneewd, wat aangeeft dat ze bijzonder hoog zijn. Er zijn geen passen in de keten. Weliswaar lopen de Paden der Doden er onder, maar alleen de dappersten (of meest roekelozen) wagen zich aan deze tocht. De Witte Bergen vormen de noordgrens van Gondor en de zuidgrens van Rohan, behalve in de oostelijk gelegen provincies, waar Anórien, een provincie van Gondor, ten noorden van de bergen ligt.
De belangrijkste bergtoppen zijn onder andere de Irensaga, Starkhorn en Dwimorberg, de ingang tot de Paden der Doden.
Aan het oostelijke einde is de stad Minas Tirith uitgehouwen in de berg Mindolluin. De Bakens van Gondor zijn geplaatst op de toppen van zeven pieken in de bergketen: Amon Dîn, Eilenach, Nardol, Erelas, Min-Rimmon, Calenhad en Halifirien.
Verschillende rivieren vinden hun oorsprong in de Witte Bergen, waaronder de Adorn (een zijrivier van de Isen), de Snowbourn en Meringstroom (zijrivieren van de Entwas), en, aan de zuidkant, de Erui, een zijrivier van de Anduin, de Ringló en diens zijrivier Ciril, die samen met de Morthond allemaal de Baai van Belfalas in Edhellond bij Dol Amroth binnenstromen; de Lefnui van de Anfalas, en de Vijf Rivieren van Lebennin.

## Bewoners
In de Tweede Era werden de Witte Bergen bevolkt door een volk dat verwant was aan de Donkerlanders, dienaren van Sauron. Zij legden een eed van trouw af aan Isildur, maar verrieden hem en werden vervloekt: sindsdien staan ze bekend als het Leger der doden. Daarvoor werden de bergen bevolkt door de Púkel-Mensen of Drúedain, die tijdens de Oorlog om de Ring nog in het Drúadanwoud in Anórien en de landstreek Drúwaith Iaur woonden.